# Jim Crawford
James Alan Crawford, detto Jim (Dunfermline, 13 febbraio 1948 – Tierra Verde, 6 agosto 2002), è stato un pilota automobilistico britannico.
Ha partecipato a 2 Gran Premi di Formula 1 con la Lotus.
Jim Crawford inizia la sua carriera nel mondo dei motori quale meccanico; sarà Derek Bennett a proporgli di guidare una Chevron nel 1973, facendogli iniziare la carriera motoristica vera e propria.
Crawford decise nel 1974 di participe al campionato di Formula Atlantic con una propria vettura con la quale finì secondo in campionato, dietro a John Nicholson. Questo risultato spinse la Lotus a schierarlo per 2 gran premi di Formula 1. In Gran Bretagna abbandona mentre in Italia giunge tredicesimo. Dopo questa breve esperienza in F1 decise di tornare alla Formula Atlantic.
Persa l'opportunità di correre in Formula 2 nel 1976, nel 1978 affrontò la Formula 3 e, nell'anno seguente, nuovamente la Formula Atlantic. Nel 1980 passa alla Formula Aurora nella quale vince la classifica riservata alle Formula 2 guidando una Chevron. La stagione 1981 sarà meno valida. Nel 1982 vince il Campionato britannico di Formula 1.
Nel 1983 e 1984 partecipa alla CanAm e poi passa alla Indy Car. Sesto nella gara d'Indianapolis nel 1988, vedrà la carriera spezzata da un grave incidente agli arti inferiori.
L'ultima apparizione in gara risale al 1992.

## Risultati in F1
| 1975 | Scuderia | Vettura |  |  |  |  |  |  |  |  |  |     |  |  |    |  |  | Punti | Pos. |
| ---- | -------- | ------- |  |  |  |  |  |  |  |  |  | --- |  |  | -- |  |  | ----- | ---- |
| 1975 | Lotus    | 72F     |  |  |  |  |  |  |  |  |  | Rit |  |  | 13 |  |  | 0     |      |

| Legenda | 1º posto     | 2º posto | 3º posto    | A punti         | Senza punti/Non class.  | Grassetto – Pole position Corsivo – Giro più veloce |
| Legenda | Squalificato | Ritirato | Non partito | Non qualificato | Solo prove/Terzo pilota | Grassetto – Pole position Corsivo – Giro più veloce |